# Staatliche Universität Yokohama

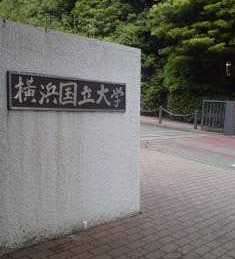
Haupteingang

Die Staatliche Universität Yokohama (jap. 横浜国立大学, Yokohama kokuritsu daigaku, kurz: Yokokoku oder YNU) ist eine staatliche Universität in Japan. Der Campus liegt in Tokiwadai, Hodogaya-ku, Yokohama in der Präfektur Kanagawa.

## Geschichte
Die Universität wurde 1949 durch den Zusammenschluss der folgenden staatlichen Fachschulen  gegründet:
- die Wirtschaftsfachschule Yokohama (横浜経済専門学校, Yokohama keizai semmon gakkō, gegründet 1923),
- das Technikum Yokohama (横浜工業専門学校, Yokohama kōgyō semmon gakkō, gegründet 1920),
- die Normalschule Kanagawa (神奈川師範学校, Kanagawa shihan gakkō, gegründet 1876), und
- die Jugend-Normalschule Kanagawa (神奈川青年師範学校, Kanagawa seinen shihan gakkō, gegründet 1920).

Zuerst wollte die neue staatliche Universität „Universität Yokohama“ heißen, aber den Namen wollten auch zwei (städtische und private) Universitäten. Also benutzte jede anderen Namen: die Staatliche Universität Yokohama, die Städtische Universität Yokohama und die Universität Kanagawa.
1949 hatte sie fünf Standorte (4 in Yokohama und 1 in Kamakura), die sie von den vormaligen Fachschulen erbte. 1974 wurde der heutige Tokiwadai-Campus neu eröffnet; er war eher ein Golfplatz. 1979 wurden die Standorte zum Tokiwadai-Campus vereinigt.

## Einteilung
Die Universität ist mit Stand 2022 eingeteilt in:
- Fakultät für Pädagogik und Humanwissenschaft
- Fakultät für Volkswirtschaftslehre
- Fakultät für Betriebswirtschaftslehre
- Fakultät für Ingenieurwissenschaften
- Fakultät für Stadtplanung (College of Urban Sciences, seit April 2017[7])

## Zahlen zu den Studierenden und den Mitarbeitern
Im Mai 2022 waren 9.410 Studierende an der Staatlichen Universität Yokohama (YNU) eingeschrieben. Davon strebten 7.160 (76,1 %) ihren ersten Studienabschluss an, sie waren also undergraduates. Von diesen waren 5.130 männlich (71,6 %) und 2.030 weiblich (28,4 %). 2.250 (21,2 %) arbeiteten auf einen weiteren Abschluss hin, sie waren graduates. Davon waren 1.641 männlich (72,9 %) und 609 weiblich (27,1 %). Die YNU hatte 972 Mitarbeiter, davon 554 Dozenten und 293 Beschäftigte in Verwaltung und Technik.
Im Mai 2010 waren es 10.134 Studierende gewesen, 7.595 undergraduates und 2.539 graduates. Damals waren es 1.006 Mitarbeiter. Im Mai 2020 waren es 7.298 undergraduates und 2.302 graduates; 890 Studierende kamen aus dem Ausland, davon 404 Masterstudenten. Damals hatte die YNU 987 Angestellte.